# Фоссомброне
Фоссомброне (італ. Fossombrone) — муніципалітет в Італії, у регіоні Марке,  провінція Пезаро і Урбіно.
Фоссомброне розташоване на відстані близько 210 км на північ від Рима, 60 км на захід від Анкони, 27 км на південь від Пезаро, 15 км на схід від Урбіно.
Населення — 9674 особи (2014).
Щорічний фестиваль відбувається 1 травня. Покровитель — Sant'Aldebrando.

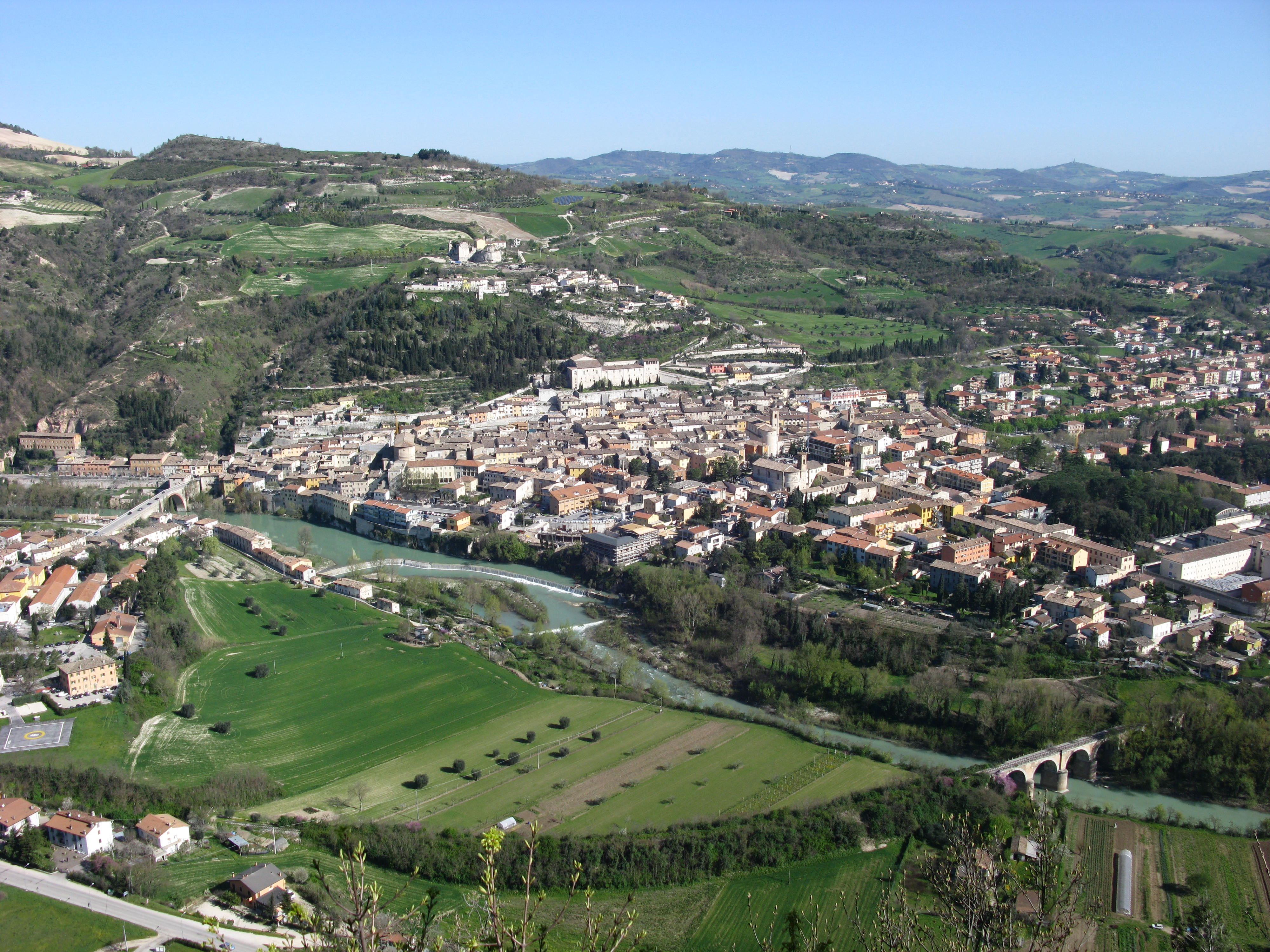
Fossombrone

## Демографія
Населення за роками:

Станом на 1 січня 2023 року в муніципалітеті офіційно проживали 684 іноземці з 54 країн, серед них 142 громадяни країн Євросоюзу та 11 громадян України.

## Сусідні муніципалітети
- Кальї
- Ферміньяно
- Фратте-Роза
- Ізола-дель-П'яно
- Монтефельчино
- Пергола
- Сант'Іпполіто
- Урбіно